# Diözese Freetown (anglikanisch)

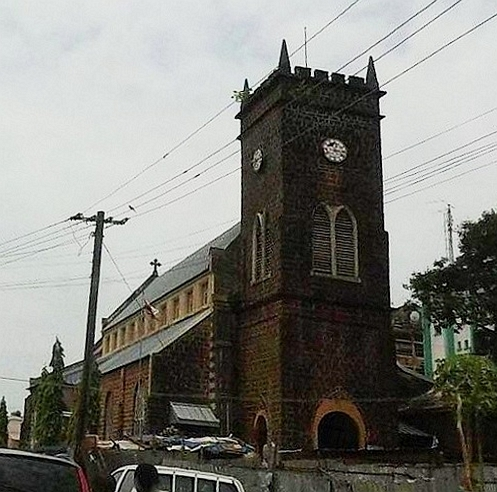
St. George’s Cathedral in Freetown, Sitz der Diözese

Die Diözese Freetown (englisch Diocese of Freetown) in Freetown ist eine von zwei anglikanischen Diözesen in Sierra Leone und Teil der Church of the Province of West Africa, einer Mitgliedskirche der weltweiten Anglikanischen Gemeinschaft.
Die derzeitige Diözese wurde 1981 zusammen mit der anglikanischen Diözese Bo durch die Teilung der früheren Diözese Sierra Leone, die 1852 gegründet worden war, gebildet. Die Diözese Sierra Leone war 1951 zusammen mit den Diözesen Niger, Accra, Lagos und der Diözese Gambia and the Rio Pongas gegen einige lokale Widerstände zur Provinz Westafrika zusammengeschlossen worden.
Die Kathedrale der Diözese ist die St. George’s Cathedral, die zwischen 1817 und 1828 erbaut wurde.

## Bischöfe
Der derzeitige Bischof von Freetown ist seit 2013 der Priester Thomas Wilson, der insgesamt dritte Bischof der Diözese. Von 1996 bis 2013 war Julius Lynch Bischof, von 1981 bis wahrscheinlich 1994 Prince Thompson.